# Helmut Weber (Mediziner)

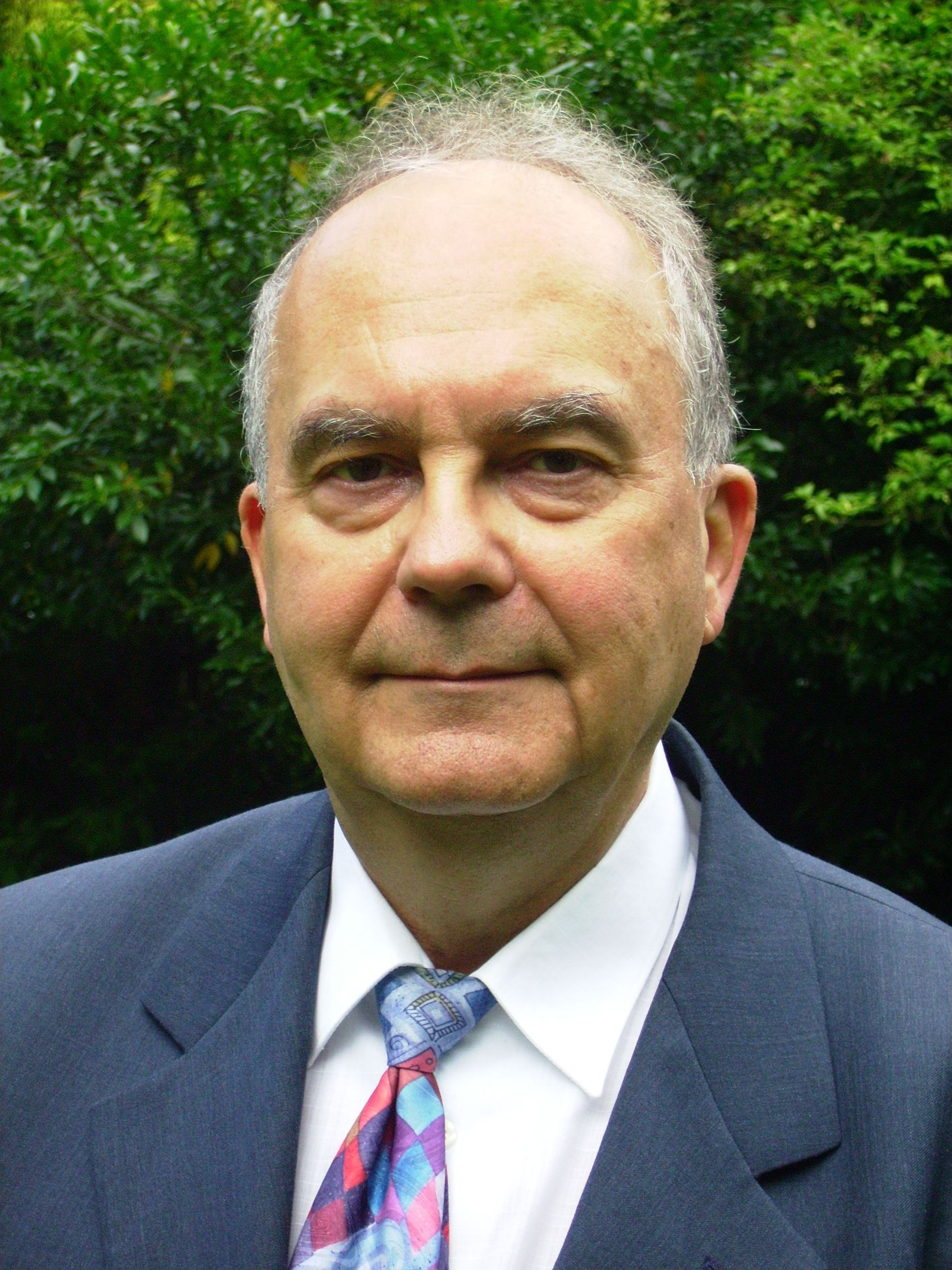
Helmut Weber (2008)

Helmut Weber (* 13. Juli 1942 in Würzburg) ist ein deutscher Arzt.

## Leben
Weber absolvierte in Karlsruhe eine kaufmännische Lehre und studierte von 1966 bis 1972 an der Universität Düsseldorf Humanmedizin. Er promovierte dort zum Dr. med. Nach Arbeit beim Staatlichen Gewerbearzt für den Aufsichtsbezirk Nordrhein zwischen 1973 und 1983 wechselte er in das Ministerium für Arbeit, Integration und Soziales des Landes Nordrhein-Westfalen, wo er zunächst Referatsleiter, ab 1984 dann Ministerialrat war. 2000 wurde er ins Ministerium für Klimaschutz, Umwelt, Landwirtschaft, Natur- und Verbraucherschutz des Landes Nordrhein-Westfalen versetzt, bevor er 2001 in den Ruhestand ging.
Helmut Weber ist verheiratet und hat einen Sohn. Er lebt in Haan.

## Ehrenamtliche Tätigkeit
Er war Erster Vorsitzender des Satzungskonvents der Universität Düsseldorf, der am 6. März 1972 mit 38 zu 19 Stimmen (bei 7 Enthaltungen) die Benennung der Universität nach Heinrich Heine ablehnte. Gemeinsam mit Renate Bensch, Studentin der Medizin und Präsidentin des Studentenparlaments, Heinz Holzapfel, Student der Philosophie und Erster Vorsitzender des AStA, und Otto Schönfeldt, Theaterintendant a. D. und Vorsitzender der „Bürgerinitiative Heinrich-Heine-Universität Düsseldorf“, veranstaltete Weber am 7. Juni 1972 das international beachtete Öffentliche Heine-Hearing in der Mensa der Universität Düsseldorf; Weber leitete die mehrstündige  Versammlung.
Weber ist seit 1986 Landesvorsitzender im Verein Nichtraucher-Schutzbund Landesverband Nordrhein-Westfalen e. V., bei welchem er seit 1981 mitarbeitet.
Er ist seit 2006 Sprecher der Bürgerinitiative „Stoppt Preisanstieg! Kosten runter!“. In diesem Zusammenhang entwickelte er ein Energiepreiskonzept, das vom Bund der Energieverbraucher rezipiert wurde.
Er war 2008/09 Koordinator bei der Erstellung eines Bürgerleitbildes für die Stadt Haan und Sprecher verschiedener Arbeitskreise im damaligen Leitbildprozess.

## Auszeichnungen
- 1991: Bundesverdienstkreuz am Bande für seine Verdienste auf dem Gebiet des Nichtraucherschutzes und der öffentlichen Gesundheitsvorsorge.[1][7]

## Veröffentlichungen (Auswahl)
- mit H. Reinauer, S. Hollmann, G. Büsing, H. Peterssen-Borstel: Untersuchungen zur parenteralen Verwertung von Oligosacchariden beim Menschen und der Ratte. Zeitschrift für Ernährungswissenschaft, Band 12, Heft 1, Düsseldorf 1972.
- mit W. Reinl, E. Greiser: German investigations on morbidity and mortality of workers exposed to vinyl chloride. Environmental Health Perspectives Band 41 (1981), S. 95–99.
- mit J. Wittsiepe, U. Ewers, P. Schrey, M. Kramer, M. Exner, F. Selenka, W. Beine, K. Kemper, D. Schmeer: Bewertung der Belastung durch PCDD/F aus der ehemaligen Kupfergewinnung im Raum Marsberg, NRW. Teil 3: PCDD/F im Blutfett ausgewählter Personen. Umweltwissenschaften und Schadstoff-Forschung, Band 5, Ausgabe 4, Bayreuth 1993.